# Larisa Čžao
Larisa Čžao (Лариса Александровна Чжао; * 4. února 1971) je bývalá ruská atletka, halová mistryně Evropy v běhu na 800 metrů.

## Kariéra
Nejúspěšnější sezónou byl pro ni rok 2005. Stala se halovou mistryní Evropy v běhu na 800 metrů, na světovém šampionátu skončila v této disciplíně šestá. Rovněž její osobní rekord 1:57,33 pochází z července tohoto roku.